# ويلي البرتي
ويلي البرتي (بالهولندية: Willy Alberti)‏ هو مغني ومقدم تلفزيوني وممثل هولندي، ولد في 14 أكتوبر 1926 بأمستردام في هولندا، وتوفي بنفس المكان في 18 فبراير 1985. من الجوائز التي نالها جائزة القيثارة الذهبية ‏.

## جوائز
- جائزة القيثارة الذهبية [الإنجليزية]‏

## وصلات خارجية
- ويلي البرتي على موقع IMDb (الإنجليزية)
- ويلي البرتي على موقع ميوزك برينز (الإنجليزية)
- ويلي البرتي على موقع ميوزك برينز (الإنجليزية)
- ويلي البرتي على موقع أول موفي (الإنجليزية)
- ويلي البرتي على موقع أول ميوزيك (الإنجليزية)
- ويلي البرتي على موقع ديسكوغز (الإنجليزية)
- ويلي البرتي على موقع قاعدة بيانات الفيلم (الإنجليزية)